# Σ-Algebra der invarianten Ereignisse
Die σ-Algebra der invarianten Ereignisse ist eine spezielle σ-Algebra, die in der Ergodentheorie Verwendung findet. Dort dient sie beispielsweise zur Definition der Ergodizität oder zur Formulierung des individuellen Ergodensatzes und des Lp-Ergodensatzes.

## Definition
Sei {\displaystyle (\Omega ,{\mathcal {A}},P)} ein Wahrscheinlichkeitsraum und {\displaystyle T:\Omega \to \Omega } eine messbare Abbildung.
Ein {\displaystyle A\in {\mathcal {A}}} heißt ein invariantes Ereignis, wenn {\displaystyle T^{-1}(A)=A} ist.
Die Menge aller invarianten Ereignisse, also
{\displaystyle {\mathcal {I}}:=\{A\in {\mathcal {A}}\,|\,T^{-1}(A)=A\}},
heißt dann die σ-Algebra der invarianten Ereignisse.

## Eigenschaften
- Dass {\displaystyle {\mathcal {I}}} tatsächlich eine σ-Algebra ist, folgt direkt aus der Verträglichkeit der Urbildoperation mit den Mengenoperationen.
- Eine Funktion von {\displaystyle \Omega } nach {\displaystyle \mathbb {R} } ist genau dann {\displaystyle {\mathcal {I}}}-messbar, wenn sie {\displaystyle {\mathcal {A}}}-messbar ist und {\displaystyle f\circ T=f} gilt.

## Quasi-invariante Ereignisse
Eine Abschwächung des Begriffes eines invarianten Ereignisses ist ein quasi-invariantes Ereignis. Dabei wird die Gleichheit nur fast sicher gefordert. Demnach heißt ein {\displaystyle A\in {\mathcal {A}}} quasi-invariant, wenn
{\displaystyle \chi _{A}=\chi _{T^{-1}(A)}\quad P{\text{-fast sicher}}}
gilt. Auch die quasi-invarianten Ereignisse bilden für maßerhaltende Abbildungen {\displaystyle T} eine σ-Algebra, sie ist gegeben durch
{\displaystyle {\mathcal {I}}_{P}:=\{A\in {\mathcal {A}}\,|\,\chi _{A}=\chi _{T^{-1}(A)}\ P{\text{-fast sicher}}\}}.
Tatsächlich unterscheiden sich die quasi-invarianten Ereignisse und die invarianten Ereignisse kaum, denn es lässt sich zeigen, dass für jedes {\displaystyle A\in {\mathcal {I}}_{P}} ein {\displaystyle B\in {\mathcal {I}}} gibt, so dass {\displaystyle P(A\,\triangle \,B)=0} ist. Es lässt sich also zu jeder quasi-invarianten Menge immer eine invariante Menge finden, so dass diese sich nur auf einer Nullmenge unterscheiden.